# Siese (Wesir)

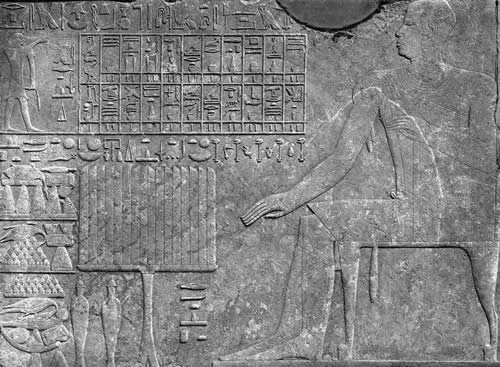
Relief aus dem Grab des Siese

Siese, auch Saiset oder Saset, war ein altägyptischer Beamter der 12. Dynastie, der wahrscheinlich unter Amenemhet II. amtierte.
Siese ist vor allem von seiner Mastaba bekannt, die Jacques de Morgan 1895 in Dahschur ausgrub. Die später veröffentlichte Grabungspublikation ist allerdings sehr summarisch, so dass es Schwierigkeiten bereitet, sich eine Vorstellung von dem Bau zu machen. Es wurde auch kein Plan veröffentlicht. In der eigentlichen Mastaba fanden sich vier Kalksteintafeln, die Siese vor einem Opfertisch zeigen. Bemerkenswert ist die Darstellung des Siese, der deutlich als älterer Mann wiedergegeben ist. 2009 wurde sein Grab von einem ägyptischen Grabungsteam wiedergefunden und geöffnet.
Auf den Tafeln finden sich auch seine Titel, darunter die des Wesirs und des Schatzmeisters. Die Wände seiner Grabkammer waren mit Pyramidentexten beschrieben. Siese ist vielleicht auch von anderen Denkmälern bekannt, die nahelegen, dass er zuerst Kabinettsvorsteher und danach Obervermögensverwalter war. Seine Mastaba, die Karl Richard Lepsius noch für eine Pyramide hielt, liegt nahe der Pyramide von Amenemhet II., sodass vermutet werden kann, dass er während dessen Regierungszeit diese Ämter bekleidete.